# 上田交通
上田交通株式会社（うえだこうつう、英: Ueda Kotsu Co., Ltd.）は、長野県上田市で不動産事業などを運営する企業である。
本項では、上田交通グループの各会社についても取り扱う。

## 概要
本社は長野県上田市天神一丁目にある。略名は、旧名の上田電鉄 (初代)・上田丸子電鉄に由来する上電（じょうでん）である。
東急の系列会社で、社紋も東急とは文字が異なるだけである（上田電鉄の分社後の社紋は五七の桐の中央の「七」の部分にかつての上田丸子電鉄社紋のうち円形の「上田」部分〔初代上田電鉄の社紋と同様〕をあしらったもので、全体としては上田丸子電鉄時代の襟章をもとにしたデザインとなっている。上田交通に社名変更後、東急グループ統一CIが実施されるまでは、中央の「子」をあしらった部分を「交」の漢字に置き換えたものを使用していた）。
以前は鉄道やバスも直営していた。しかしバス事業は1999年に上電バスとして分社化し、その後2009年に上田バスとしてグループ離脱。かつては西丸子線や真田傍陽線など最盛期で4路線48.0kmの路線網を擁していた鉄道事業も、別所線11.6kmだけの運営となった上、2005年に上田電鉄 (2代)として分社化した。
なお、東京急行電鉄創業者である五島慶太の出身地は小県郡青木村で、青木線の沿線である。

## 歴史

### 丸子鉄道

丸子鉄道

- 1916年（大正5年）9月17日 丸子鉄道株式会社設立[2]。上田交通はこの年を創立年としている。
- 1918年（大正7年）11月21日 丸子鉄道、大屋 - 丸子町間を開業。
- 1925年（大正14年）8月1日 丸子鉄道、上田東 - 大屋間を開通。
- 1932年（昭和7年）1月1日 丸子鉄道株式会社、譲受により乗合自動車業務兼業開始。
- 1940年（昭和15年） 丸子鉄道株式会社、丸子自動車株式会社に乗合自動車路線を譲渡（※丸子自動車株式会社は3年後千曲自動車株式会社に吸収合併される）。

### 上田温泉軌道
- 1920年（大正9年）
  - 1月5日 株式会社上田温泉軌道設立。

上田温泉電軌

  - 11月 株式会社上田温泉電軌に社名変更。
- 1921年（大正10年）6月17日 温電青木線（三好町 - 青木間）、川西線（上田原 - 信濃別所）間が開業。
- 1924年（大正13年）8月 千曲川鉄橋が完成し、温電青木線が川西線を介して上田に乗り入れ。
- 1926年（大正15年）8月12日 温電依田窪線（下之郷 - 西丸子間）が開業。
- 1927年（昭和2年）11月20日 温電北東線上田 - 伊勢山間が開業。
- 1928年（昭和3年）
  - 1月10日 伊勢山 - 本原間開通。
  - 1月20日 株式会社上田温泉電軌、乗合・貸切自動車業務兼業開始。
  - 4月2日 本原 - 傍陽間開通。
  - 5月1日 本原 - 真田間開通し温電北東線全通。
- 1938年（昭和13年）7月25日 青木線が廃止。
- 1939年（昭和14年）
  - 3月19日 川西線・依田窪線を軌道法による軌道から地方鉄道法による鉄道に変更し、それぞれ別所線、西丸子線に改称。北東線を菅平鹿沢線に改称。
  - 9月1日 株式会社上田温泉電軌が株式会社上田電鉄に社名変更。
- 1943年（昭和18年）9月 株式会社上田電鉄、千曲自動車株式会社に乗合自動車路線を譲渡し、貸切自動車業務を廃止。

### 上田丸子電鉄発足後

上田丸子電鉄

- 1943年（昭和18年）10月21日 株式会社上田電鉄と丸子鉄道株式会社が合併し上田丸子電鉄株式会社に。上田東 - 丸子町間を丸子線とする。
- 1952年（昭和27年）3月20日 乗合旅客自動車運送事業を開始（※合併後初）。以降バス路線を拡充。
- 1956年（昭和31年）4月 この月からハイヤー業を拡大、営業所を設置。
- 1958年（昭和33年）11月4日 東京急行電鉄の系列会社となる。
- 1960年（昭和35年）4月1日 菅平鹿沢線を真田傍陽線に改称。
- 1961年（昭和36年）6月29日 西丸子線が災害のため休止に。
- 1963年（昭和38年）11月1日 西丸子線が廃止。
- 1969年（昭和44年）
  - 4月20日 丸子線が廃止。
  - 5月31日 上田交通株式会社に社名変更。
- 1972年（昭和47年）2月20日 真田傍陽線が廃止。
- 1973年（昭和48年）10月7日 真田傍陽線電鉄上田駅跡地にホテル上田東急イン開業。
- 1999年（平成11年）8月1日 バス部門を上電観光バス株式会社に譲渡。
- 2000年（平成12年） 上電観光バス株式会社が上電バス株式会社と社名変更。
- 2005年（平成17年）
  - 6月22日 鉄道部門を上田電鉄株式会社として分社、子会社化する方針を発表。
  - 10月3日 鉄道部門が上田電鉄株式会社として独立。
- 2009年（平成21年）10月1日 上電バス、上田電鉄タクシーの株式をジェイ・ウィル・パートナーズに譲渡、2社は東急グループから離脱。
- 2015年（平成27年）11月2日 ハーレスキーリゾートを日本スキー場開発に譲渡、グループ離脱。

## 事業
当社では不動産業を主力とし、それ以外にも駐車場業や広告業などを営んでいる。
宿泊業では、子会社の上田東急REIホテルとは別に、直営で長期滞在型ホテルホテル上田ステイを運営していた。こちらは1997年（平成9年）に上田東急インが上田駅温泉口に移転した後、同年旧上田東急インの上田東急ビルを改装、建物名称を「上田ステイビル」と改め、1998年（平成10年）3月に長期滞在型ホテルとして営業を開始したものである。上田ステイへの変更の際、東急イン時代にロビーや式場・レストランなどであった場所を大幅に改装し、上田交通・上田電鉄・上田電鉄タクシー（現在の上田タクシー）・ハーレスキーリゾート（現在は移転）の上田交通グループ各社の本社オフィスに転用した。また、上田駅お城口から徒歩0分の立地であることから、1階のコンビニ・郵便局（上田駅前郵便局）や地階の飲食店など数多くのテナントが入居している。近隣契約駐車場（上田市営上田駅お城口駐車場・上田市営上田駅お城口第二自動車駐車場）あり。上田ステイは2018年（平成30年）12月31日をもって営業を終了した。旧上田ステイ跡には2020年8月5日、上田市内の事業者「株式会社デルトラウム」（建物1階に入居しているコンビニ「ローソン上田駅前店」のオーナー会社）が運営する格安ホテル、OYO上田ステーションホテル（インド系格安ホテルチェーン「OYO（オヨ） Hotels＆Homes」の日本法人、OYO Japan 株式会社が展開する「OYO Hotel」にフランチャイズ（FC）加盟）が開業した。OYO Japan 株式会社は新ブランド名称「Tabist」を創設し、2022年4月1日、社名をTabist株式会社に変更、これに伴い「OYO上田ステーションホテル」は「Tabist上田ステーションホテル」となった。
このほかカーライフ事業として、同社旧鉄道路線の廃駅・廃線跡を利用した月極駐車場を上田市内各地で管理・経営しているほか、上田市常田の上田バス上田営業所に隣接する上田交通直営の自動車整備工場カーピット109を運営している。この整備場は民間車検工場として一般ユーザーからの点検・車検を受け付けているほか大型のピットを有しており、かつてグループだった上田バス・上田タクシーの営業用車両の点検・修理も行っている。

## 上田電鉄
2005年に上田交通の子会社として設立された鉄道事業者で、同年より上田交通の鉄道事業を継承して営業している。
なお、前述したとおり上田交通の前身企業にも上田電鉄があり、当社は2代目である。

路線図（クリックで拡大）

### 現有路線
- 別所線

#### 廃止路線
廃止はすべて上田交通時代以前。前身会社のものも含む。リンク先の項目名に使用している社名は廃止時点のもの。
- 青木線
- 西丸子線
- 丸子線
- 真田傍陽線

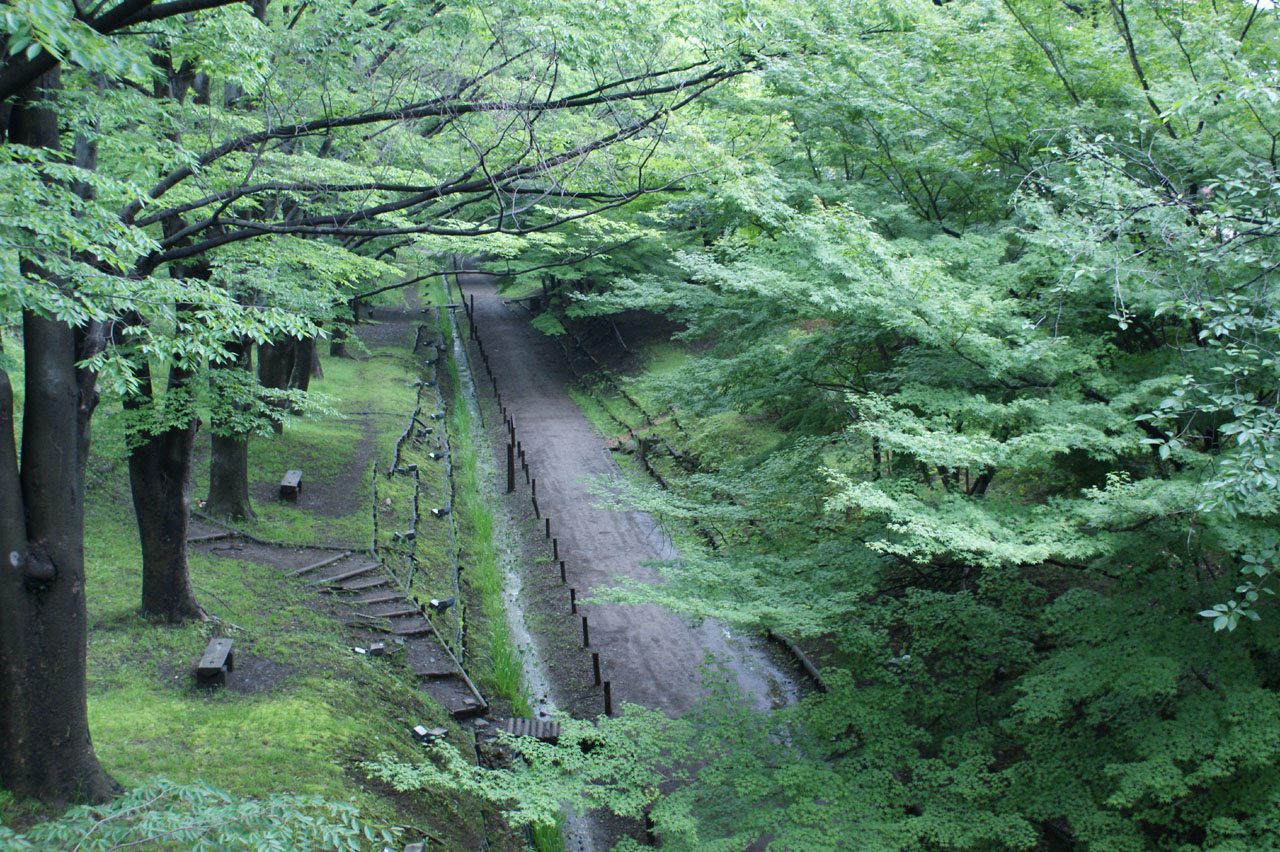
真田傍陽線の跡。現在は上田城跡公園ケヤキ並木遊歩道として利用

### 車両
上田丸子電鉄時代の1950年に、電車、電気機関車の車番の付番方法を下記の通り定め、1986年の別所線昇圧まで適用されていた。形式称号はこれに電車の場合はモハ・クハ・サハ、電気機関車の場合はEB・EDが前に付く。
- 千の位 - 電動機出力
  - なし - 制御車・付随車
  - 1 - 50馬力（≒37kW）以下
  - 2 - 50馬力超、60馬力（≒45kW）以下
  - 3 - 60馬力超、70馬力（≒52kW）以下
  - 4 - 70馬力超、80馬力（≒60kW）以下
  - 5 - 80馬力超
- 百の位 - 制御器方式
  - なし - 付随車
  - 1 - 直接制御
  - 2 - 間接制御手動進段（HL式）
  - 3 - 間接制御自動進段（カム軸式）
- 十の位 - 車両全長
両側連結器間の全長をメートル単位で四捨五入した値の下1桁。
  - 1 - 11.5m未満
  - 2 - 11.5m以上、12.5m未満
  - 3 - 12.5m以上、13.5m未満
  - 4 - 13.5m以上、14.5m未満
  - 5 - 14.5m以上、15.5m未満
  - 6 - 15.5m以上、16.5m未満
  - 7 - 16.5m以上、17.5m未満
  - 8 - 17.5m以上、18.5m未満（適用対象車両には存在しなかった）
  - 9 - 18.5m以上

電気機関車と電動制御車（モハ）は電動機・制御器があるため4桁、制御車（クハ）は制御器があるため3桁、付随車（サハ）は2桁となる。
なお、東急からの譲受車のうちデハ3300形・クハ3660形・クハ3770形は当初貸与扱いだったためか適用対象から外れている。また、他にも適用されていても実際の区分と異なる例がある。

## 上田東急REIホテル
旧称は上田東急イン。上田駅温泉口ロータリーに面して立地するシティホテルを運営し、上田交通グループの株式会社上田東急REIホテルとして東急ホテルズにフランチャイズ加盟している。
上田交通真田傍陽線の廃線後、電鉄上田駅跡（現在の上田駅お城口側）に建物の建設を開始し、1973年（昭和48年）6月にはホテル運営会社として「上交開発株式会社」を設立。同年10月7日に開業。1997年（平成9年）11月1日に上田駅温泉口に新築移転し、運営会社商号を株式会社上田東急インに変更した。
全国展開に至った「東急イン」であるが、上田が第1号店であり、その響きの良さから東京急行電鉄のビジネスホテルチェーン名として採用された。
東急ホテルズの会員制度「コンフォートメンバーズ」や早期予約割引の早割15などの制度を利用することにより正規料金より割安で利用することができる。
2015年4月1日、東急ホテルズチェーンの東急インとホテル東急ビズフォートが統合され、新ブランド「東急REIホテル」に名称変更。当ホテルも「上田東急REIホテル」と改称。運営会社商号も株式会社上田東急REIホテルとなった。

## かつてグループだった企業
- ハーレスキーリゾート - 2015年11月2日に日本スキー場開発へ譲渡、グループから離脱している。

以下の2社は2009年10月に株式をジェイ・ウィル・パートナーズへ譲渡、グループから離脱している。
- 上田バス - 上田交通グループ時代は上電バスを名乗っていた。
- 上田タクシー - 上田交通グループ時代は上田電鉄タクシーを名乗っていた。

いずれも詳細は各記事を参照。